# 7530 Мізусава
7530 Мізусава (7530 Mizusawa) — астероїд головного поясу, відкритий 15 квітня 1994 року.
Тіссеранів параметр щодо Юпітера — 3,334.